# Червена дъга
Червената дъга, известна още като едноцветна дъга или монохромна дъга, е оптично и метеорологично явление и рядка вариация на по-често срещаната многоцветна дъга. Освен в червен цвят, среща се също в син, зелен и жълт.

## Образуване
Процесът на нейното образуване е идентичен с този на нормалната дъга (а именно отражението/пречупването на светлината във водни капчици), като разликата е, че едноцветната дъга изисква Слънцето да е близо до хоризонта; близо до изгрев или залез. Ниският ъгъл на слънцето води до по-голямо разстояние, за да може светлината му да пътува през атмосферата, което води до по-къси дължини на вълните на светлината, като синьо, зелено и жълто, които се разпръскват и оставят предимно червено. В среда с по-ниска осветеност, където феноменът най-често се образува, монохромната дъга може да остави силно драматичен ефект.